# Singoli al numero uno nella Billboard Hot 100 nel 2025
Di seguito è riportata la lista dei singoli al numero uno nella Billboard Hot 100 nel 2025.
La Billboard Hot 100 è una classifica musicale che considera le canzoni più di successo negli Stati Uniti. I dati sono redatti dalla compagnia Luminate Data e, in seguito, la classifica finale viene pubblicata settimanalmente dalla rivista Billboard. La classifica si basa sull'insieme delle vendite delle canzoni in forma fisica e digitale, il numero dei passaggi nelle radio statunitensi e gli streaming audio e video sulle piattaforme online.

## Hot 100
| Data        | Brano                           | Artista                        | Totale settimane al numero 1 | Fonti  |
| ----------- | ------------------------------- | ------------------------------ | ---------------------------- | ------ |
| 4 gennaio   | All I Want for Christmas Is You | Mariah Carey                   | 18                           | [ 1 ]  |
| 11 gennaio  | Die with a Smile                | Lady Gaga & Bruno Mars         | 5                            | [ 2 ]  |
| 18 gennaio  | Die with a Smile                | Lady Gaga & Bruno Mars         | 5                            | [ 3 ]  |
| 25 gennaio  | Die with a Smile                | Lady Gaga & Bruno Mars         | 5                            | [ 4 ]  |
| 1º febbraio | Die with a Smile                | Lady Gaga & Bruno Mars         | 5                            | [ 5 ]  |
| 8 febbraio  | 4x4                             | Travis Scott                   | 1                            | [ 6 ]  |
| 15 febbraio | Die with a Smile                | Lady Gaga & Bruno Mars         | 5                            | [ 7 ]  |
| 22 febbraio | Not like Us                     | Kendrick Lamar                 | 3                            | [ 8 ]  |
| 1º marzo    | Luther                          | Kendrick Lamar & SZA           | 13                           | [ 9 ]  |
| 8 marzo     | Luther                          | Kendrick Lamar & SZA           | 13                           | [ 10 ] |
| 15 marzo    | Luther                          | Kendrick Lamar & SZA           | 13                           | [ 11 ] |
| 22 marzo    | Luther                          | Kendrick Lamar & SZA           | 13                           | [ 12 ] |
| 29 marzo    | Luther                          | Kendrick Lamar & SZA           | 13                           | [ 13 ] |
| 5 aprile    | Luther                          | Kendrick Lamar & SZA           | 13                           | [ 14 ] |
| 12 aprile   | Luther                          | Kendrick Lamar & SZA           | 13                           | [ 15 ] |
| 19 aprile   | Luther                          | Kendrick Lamar & SZA           | 13                           | [ 16 ] |
| 26 aprile   | Luther                          | Kendrick Lamar & SZA           | 13                           | [ 17 ] |
| 3 maggio    | Luther                          | Kendrick Lamar & SZA           | 13                           | [ 18 ] |
| 10 maggio   | Luther                          | Kendrick Lamar & SZA           | 13                           | [ 19 ] |
| 17 maggio   | Luther                          | Kendrick Lamar & SZA           | 13                           | [ 20 ] |
| 24 maggio   | Luther                          | Kendrick Lamar & SZA           | 13                           | [ 21 ] |
| 31 maggio   | What I Want                     | Morgan Wallen feat. Tate McRae | 1                            | [ 22 ] |
| 7 giugno    | Ordinary                        | Alex Warren                    | 10                           | [ 23 ] |
| 14 giugno   | Ordinary                        | Alex Warren                    | 10                           | [ 24 ] |
| 21 giugno   | Manchild                        | Sabrina Carpenter              | 1                            | [ 25 ] |
| 28 giugno   | Ordinary                        | Alex Warren                    | 10                           | [ 26 ] |
| 5 luglio    | Ordinary                        | Alex Warren                    | 10                           | [ 27 ] |
| 12 luglio   | Ordinary                        | Alex Warren                    | 10                           | [ 28 ] |
| 19 luglio   | Ordinary                        | Alex Warren                    | 10                           | [ 29 ] |
| 26 luglio   | Ordinary                        | Alex Warren                    | 10                           | [ 30 ] |
| 2 agosto    | Ordinary                        | Alex Warren                    | 10                           | [ 31 ] |
| 9 agosto    | Ordinary                        | Alex Warren                    | 10                           | [ 32 ] |
| 16 agosto   | Golden                          | Huntr/x                        | 1                            | [ 33 ] |
| 23 agosto   | Ordinary                        | Alex Warren                    | 10                           | [ 34 ] |

Note:
1. ↑  Ha raggiunto il numero uno anche nel 2019, 2020, 2021, 2022, 2023 e 2024.
2. ↑  Ha raggiunto il numero uno anche nel 2024.